# Гоголь, Виталий Владимирович
Виталий Владимирович Гоголь (15 января 1959) — советский и белорусский тренер по греко-римской борьбе, заслуженный тренер Белорусской ССР.

## Биография
Родился в 1959 году. Мастер спорта СССР. Работал тренером в Гомельском государственном училище олимпийского резерва.
Среди учеников: призер Олимпийских игр Вячеслав Макаренко, призер Олимпийских игр Джавид Гамзатов.

## Награды и звания
- Заслуженный тренер Республики Беларусь (2005)